# Чобану, Иларион
Иларио́н Чоба́ну (рум. Ilarion Ciobanu; 28 октября 1931, с. Чукур-Минджир Королевство Румыния (ныне Чимишлийского района Молдавии) — 7 сентября 2008, Бухарест) — румынский киноактёр.

## Биография
Рос в портовом г. Констанца на Чёрном море. В возрасте 12 лет бросил школу и зарабатывал на жизнь случайными заработками, был строителем, рыбаком, разнорабочим.
С 1948 — спортсмен-регбист. Выступал за футбольные команды «Ştiinţa» и «Динамо» (Бухарест), с 1959 по 1962 — бухарестский клуб «Прогресул».
С 1958 года обучался в Национальном университете театра и кино «И. Л. Караджале» в Бухаресте.
С 1961 года снимался в кино и регулярно играл до конца 1980-х годов. Всего — в более, чем 60 художественных фильмах.
Особенную популярность получил, благодаря серии фильмов о вымышленном неподкупном комиссаре полиции Михае Романе. Снялся также в нескольких фильмах (так называемых «мамалыга-вестернах») о приключениях трансильванцев на Диком Западе.
Умер 7 сентября 2008 в возрасте 76 лет от осложнений рака горла и, согласно завещанию, был кремирован.

## Семья
Был дважды женат. Сын — Иоаким Чобану, актёр.

## Избранная фильмография
- 1960 — Бурные годы
- 1961 — Человек рядом с вами
- 1962 — Лупень, 29 — Данец
- 1963 — Сентиментальная история
- 1965 — Восстание
- 1966 — Голгофа
- 1966 — Время снегов
- 1967 — Колонна — Джерула
- 1968 — Легенда
- 1969 — Война дам
- 1970 — Михай Храбрый — Строе Бузеску
- 1970 — Топор — пастух Никифор Липа
- 1971 — Вечеринка
- 1971 — Сотворение мира
- 1972 — Заговор — Михай Роман
- 1972 — Чистыми руками — комиссар Михай Роман
- 1973 — Последний патрон — комиссар Михай Роман
- 1973 — Капкан — комиссар Михай Роман
- 1974 — Бессмертные — Василе
- 1974 — Трудный путь на Типперари — комиссар Михай Роман
- 1976 — Поднять все паруса! — Герасим
- 1978 — Екатерина Теодориу — генерал
- 1978 — Пророк, золото и трансильванцы — Траян Брэд
- 1979 — Актриса и трансильванцы — Траян Брэд
- 1979 — Приключения рыжего Майкла — капитан
- 1980 — Янку Жиану-сборщик налогов
- 1981 — Трансильванцы на Диком Западе — Траян Брэд
- 1981 — Янку Жиану-гайдук.

## Награды
- Командор ордена «За заслуги перед культурой»[рум.] в категории D «Исполнительское искусство» (2004 год, Румыния)[3].